# Jan Veenhof
Jan Veenhof (Leeuwarden, 28 januari 1969) is een Nederlands voormalig voetballer die als verdediger speelde.
Veenhof speelde tien seizoenen voor FC Groningen voor hij in Japan bij Omiya Ardija ging spelen. Na een seizoen bij FC Den Bosch speelde hij kort in Albanië en Canada voor hij zijn loopbaan besloot bij BV Veendam.
Na zijn spelersloopbaan werd Veenhof jeugdtrainer bij Veendam. Hij is nu hoofdtrainer in het amateurvoetbal. Daarnaast werkt hij bij een automatisering- en adviesbureau. 